# Juana Castellaro
Juana Castellaro (n. 29 martie 2005, Lomas de Zamora⁠(d), Buenos Aires, Argentina) este o jucătoare de hochei pe iarbă ce a reprezentat Argentina, medaliată olimpică. A participat la o ediție a Jocurilor Olimpice (2024) în care a câștigat o medalie de bronz.

## Participări
Lista de mai jos prezintă principalele competiții la care a participat Juana Castellaro de-a lungul carierei.
- Hochei pe iarbă la Jocurile Olimpice de vară din 2024 - turneul feminin